# اچ‌ام‌اس گلاسگو (۱۸۶۱)
اچ‌ام‌اس گلاسگو (۱۸۶۱) (به انگلیسی: HMS Glasgow (1861)) یک کشتی بود که طول آن ۲۵۰ فوت (۷۶٫۲ متر) بود. این کشتی در سال ۱۸۶۱ ساخته شد.